# Raab-Katzenstein Zögling
Der Raab-Katzenstein RK Zögling  war ein Gleitflugzeug in Gemischtbauweise der Raab-Katzenstein-Flugzeugwerke in Kassel aus dem Jahr 1928.

## Entwicklung
Bereits seit Anfang der 1920er Jahre war der einfach nachzubauende Schulgleiter R.R.G. Zögling von Alexander Lippisch und Fritz Stamer die bevorzugte Segelflugzeug-Konstruktion zu Ausbildungszwecken in den Segelflugvereinen in Deutschland. Allerdings kam es immer wieder zu strukturellem Versagen der Holzkonstruktion bei höheren Belastungen. Wolf Hirth ersetzte daher in seiner Weiterentwicklung des R.R.G. Zögling das häufig betroffene Leitwerk durch eine Stahlrohr-Konstruktion.
Überwiegend erfolgte der Bau der R.R.G. Zögling-Flugzeuge bei den Segelflugvereinen im Eigenbau nach einer Lizenz der Rhön-Rossitten-Gesellschaft. Mitte der 1920er Jahre zeigten auch gewerbliche Flugschulen Interesse an R.R.G. Zögling-Flugzeugen für die Anfängerschulung. Auf Grund dieser Anforderung legten die Raab-Katzenstein-Werke 1928 eine Kleinserie von sechs Zöglingen auf. Paul Hall überarbeitete dazu den ursprünglichen R.R.G.-Entwurf und sah für die Rumpf- und Leitwerkskonstruktionen einen kompletten Stahlrohrrahmen vor, der sich bei einer Serienfertigung als günstiger erwiesen hatte.
Im Werknummernkreis ab WNr. 300 für motorlose Flugzeuge war 1928 die Fertigung von 10 RaKa RK Zöglingen vorgesehen, von denen einer auf der Internationalen Luftfahrtausstellung (ILA) im Oktober 1928 gezeigt wurde. Mindestens fünf weitere Zöglinge entstanden bis Ende 1928. Danach scheint die Fertigung vorzeitig abgebrochen worden zu sein. Über die Verwendung der RaKa Stahlrohr-Zöglinge bei Luftsportvereinen ist nichts bekannt.